# Сила тяги локомотива
Сила тяги локомотива — сила, що реалізується локомотивом і використовується для пересування поїзда.
Власне розрізняють дві сили тяги локомотива — дотичну і на зчіпному пристрої (автозчеплення або гвинтове зчеплення). Дотична сила тяги утворюється в місці контакту рушійних коліс з рейкою, а сумою всіх цих сил є дотична сила тяги локомотива. Сила тяги на зчепленні менша за дотичну, так як в цьому випадку враховується і спротив руху від самого локомотива.
Сила тяги відіграє важливу роль в тягових розрахунках, оскільки виходячи з неї визначається максимально допустима маса поїзда. Найбільша її величина необхідна при рушанні поїзда з місця, прискорення, а також при підйомі (при проходженні поїзда ділянками з нерівномірним рельєфом).
Ця сила має низку обмежень. В зоні малих швидкостей діють обмеження за силою зчеплення, перевищення якого може призвести до буксування. В цьому випадку максимальна сила тяги залежить від зчіпної маси (пряма залежність) і від швидкості руху (зворотна залежність). В зоні великих швидкостей настає обмеження за потужністю первинного джерела (паровий котел для паровозів, дизель для тепловозів), а також за годинним струмом тягових електродвигунів і температурі робочої рідини Гідравлічної передачі.
Обмеження за максимальною силою тяги визначають низкою спеціальних практичних випробувань, рідше — розрахунками. На їхній основі для кожної серії локомотивів встановлюється розрахункова сила тяги. Крім цього, для локомотивів з тяговими електродвигунами встановлюється годинна і тривала сила тяги.